# Alberto Venzago
Alberto Venzago, né le 10 février 1950, est un photographe photojournaliste et réalisateur de cinéma suisse.

## Biographie
D'une famille tessinoise, Alberto Venzago est le frère de Mario Venzago.
Alberto a commencé sa carrière dans la photographie, réalisant des reportages au Japon, en Iran. Il a publié ses photographies dans de nombreux journaux et revues, telles Life, Stern, GÉO ou The Sunday Times (Royaume-Uni).
Il est le réalisateur notamment de Mounted by the Gods en 2003 et de Mei Burder der Dirigent en 2007.

## Expositions
personnelles
- 2005, Leica Galerie WestLicht (de), Vienne
- 2006,
  - Zwillikon (de)
  - Fondo Cultural Suizo, Bogota
- 2007, Shizuoka prefecture, Japon

collectives
- 2006, Locarno, Ascona, Bienne, Sagamihara
- 2005,
  - Istituto Svizzero, Rome
  - FNAC, Vérone

## Prix et récompenses
photographie
- 1985, Infinity Award du photojournalisme

réalisation
- 1998, New York film festival, médaille d'or
- 1997, New York film festival, médaille d'argent

## Publications
- (en) Voodoo, avec Wim Wenders, éditions Prestel, 2005,  (ISBN 978-3-7913-2983-3)